# Zorka (Białoruś)
Zorka (biał. Зорка, ros. Зорька) – wieś na Białorusi, w obwodzie witebskim, w rejonie szarkowszczyńskim, w sielsowiecie Hermanowicze. W 2019 liczyła 159 mieszkańców.